# کردسازی

پرچم کردستان عراق

نقشه کردستان عراق

کردسازی یک نوع تغییر فرهنگی برای اقوام غیرکُرد برای تبدیل شدن به مردم کرد گفته می‌شود، پس از اشغال عراق و برکناری صدام، کُردسازی در عراق شامل حال آشوری‌ها و ترکمن‌های عراق شده است.
کردسازی' یک نوع سیاست و فرهنگ تغییر هویتی است که برای تبدیل شدن طایفه‌ها و اقوام غیرکُرد به مردم و طایفه کرد گفته می‌شود یا فرد یا موضوعی را که ماهیت کُردی ندارد به اختیار یا به اجبار هویت کُردی بدهند.
این فرایند پیشتر در تاریخ وجود داشته و رخ داده است ولی به صورت رسمی برای اولین بار طی نسل‌کشی مردمان ارمنی نژاد توسط (ائتلاف ترکان جوان) و (حزب اتحاد و ترقی) دولت عثمانی و دیگر کابینه‌های پیشتر آن، با توجه به کرد بودن تعداد زیاد از نظامیان ارتش عثمانی این فعالیت به همراه ترک‌سازی بر مردمان ارمنی نژاد و دیگر مردمان آناتولی (گرجی‌ها و یونانی‌ها و …) اعمال شده است.
رویدادها و شواهدهایی وجود دارد که پس از اشغال عراق و برکناری صدام حسین و پس از شروع جنگ داخلی سوریه، کُردسازی توسط اقلیم کردستان در عراق و خودمختار شمال و شرق (روژاوا) در سوریه، شامل حال عرب‌ها، آشوری‌هاو اقوام و طایفه‌های ایرانی نژاد (لرها عراق از جمله فیلی‌ها و چگنی‌ها و …، ایزدیان، شبکی‌ها و آسی‌ها) و ترک نژاد (ترکمن‌های عراق) و قفقازی نژادها (چچنی‌ها و داغستانی‌ها و چرکس‌ها و…) شده است. همچنین احزاب اپوزیسیون کُرد ایران، اصرار دارند که لکها را بخشی از کُردها و زبان لکی را گویشی از زبان کُردی یا یکی از زبان‌های کُردی بخوانند.
امروزه مردم ایزدی در جهان نسبت به تلاش برای کُردسازی خود اعتراض می‌کنند و همچنین تشکلاتی نظامی و سیاسی و فرهنگی برای مبارزه با این مسئله ایجاد کرده‌اند که می‌توان (جنبش اصلاح و پیشرفت یزیدیان، یگان‌های مقاومت سنجار و یگان زنان ایزدخان، سازمان جهانی ایزدی‌ها (یزدا)، سازمان ابتکار خانم نادیا مراد و آکادمی ایزدیان و اتحادیه ملی ایزدیان) نام برد.
عبدالرحمان قاسملو در کتاب «کُردستان و کُرد» می‌نویسد: «زمانی‌ که روسو در قرن ۱۸ از عشایر لر نامی به میان می‌آورد از عشایر کلهر و مکری و زنگنه که امروزه همگان آنها را کُرد محسوب میدارند نام میبرد. بدین ترتیب می‌توان اذعان کرد که اکثریت لرها بعد از توسعه روابط اقتصادی و تثبیت ملیت کرد، به صورت جزئی از خلق کرد در خواهند آمد.»